# Франц, Мария-Луиза фон
Мари́я-Луи́за фон Франц (нем. Marie-Louise von Franz; 4 января 1915, Мюнхен — 17 февраля 1998, Кюснахт, кантон Цюрих) — доктор философии, сотрудница, единомышленница и ближайшая коллега Карла Густава Юнга, проработавшая вместе с ним около 30 лет. Получила всемирное признание как специалист в области психологической интерпретации сказок, мифов, сновидений и алхимических текстов.

## Биография
Мария-Луиза фон Франц родилась 4 января 1915 года в Мюнхене в семье австрийского полковника, барона Эрвина Готтфрида фон Франца (1876–1944) от брака с Маргарет Сюзанной Шён (1883–1962). В 1918 году семья переезжает в Швейцарию в кантон Санкт-Галлен.
Поступив в Цюрихский университет, М.-Л. фон Франц знакомится с Карлом-Густавом Юнгом. Она изучает литературу, филологию и психологию. В 1938 году М.-Л. фон Франц получает швейцарское гражданство. В 1943 году защищает диссертацию, получив степень доктора философии. В 1944 году умирает её отец и Мария-Луиза фон Франц теряет дом. После переезда она вынуждена жить в маленькой комнате, откуда по рекомендации Юнга в 1946 году она переезжает к Барбаре Ханнах.
Получила всемирное признание как специалист в области психологической интерпретации сказок, мифов, сновидений и алхимических текстов. Преподавала в Институте Юнга с момента его основания.

## Список произведений

### Книги
- 1949 год — The Рassion of Perpetua: A Рsychological Interpretation of Her Visions.
  - Страсти Перпетуи // Психологический анализ раннего христианства и гностицизма / Пер. Л. Колтуновой и М. Королёвой. — М.: Клуб Касталия, 2016. — 306 с.
- 1957 год — Aurora Consurgens: A document attributed to Thomas Aquinas on the problem of the opposites in alchemy
  - Восходящая Аврора // Алхимия. Введение в символизм и психологию / Пер. Ю. М. Донца. — М.: Б.С.К., 1997. — С. 294. — (Библиотека аналитической психологии). — 2000 экз. — ISBN 5-88925-022-1.
- 1970 год — The problem of the Puer Aeternus (лекции 1959—1960 годов)
  - Вечный юноша. Puer Aeternus / Пер. В. Мершавки. — М.: Класс, 2009. — 384 с. — (Библиотека психологии и психотерапии). — ISBN 978-5-86375-157-3.
- 1970 год — The golden ass of Apuleius: The liberation of the Feminine in Man (лекции 1966 года)
  - «Золотой осёл» Апулея / Пер. И. Ерзина и др. — М.: Клуб Касталия, 2014. — 356 с.
- 1970 год — (совм. с Э. Юнг) The Grail Legend
  - Легенда о Граале / Пер. Я. Знаменской. — М.: Клуб Касталия, 2016. — 350 с.
- 1970 год — The interpretation of fairy tales
  - Толкование волшебных сказок // Психология сказки. Толкование волшебных сказок / Пер. Р. Березовской и К. Бутырина. — М.: Б.С.К., 2004. — 364 с. — (Библиотека аналитической психологии). — 1000 экз. — ISBN 5-88925-045-0.
- 1970 год — (совм. с Дж. Хиллманом) Jung's Typology
  - Лекции по юнговской типологии. Подчинённая функция. Чувствующая функция. — М.: Б.С.К., 1998. — 198 с. — (Библиотека аналитической психологии). — 1000 экз. — ISBN 5-88925-046-9.
  - Лекции по юнговской типологии. — Институт общегуманитарных исследований, 2017. — 196 с. — (Современная психология. Теория и практика). — ISBN 978-5-88230-200-8.
- 1972 год — Creation myths (лекции 1961—1962 годов)
  - Космогонические мифы / Пер. С. Кузнецова и Я. Знаменской. — М.: Клуб Касталия, 2012. — 296 с.
- 1972 год — The feminine in fairy tales (лекции 1958—1959 годов)
  - Фемининность в волшебных сказках / Пер. В. Мершавки. — 2010. — 256 с. — (Библиотека психологии и психотерапии). — 2000 экз. — ISBN 978-5-86375-169-6.
- 1974 год — Number and time: Reflections leading toward a unification of Depth Psychology and Physics
  - Число и время / Пер. М. Желаковича. — М.: «Касталия», 2018. — 230 с. — ISBN 978-5-519-65861-4.
- 1974 год — Shadow and evil in fairy tales (лекции 1957 и 1964 годов)
  - Феномены Тени и зла в волшебных сказках / Пер. В. Мершавки. — М.: Класс, 2010. — 360 с. — (Библиотека психологии и психотерапии). — 2000 экз. — ISBN 978-5-86375-166-5.
- 1975 год — C. G. Jung: His myth in our time
  - Миф Юнга для современного человека / Пер. Т. Ивановой и др. — М.: Клуб Касталия, 2014. — 336 с.
- 1977 год — Individuation in fairy tales
- 1978 год — Time: Rhythm and repose
  - Время. Ритмы и паузы / Пер. А. Варфоломеева. — М.: А. Д. Варфоломеев, 2012. — 112 с. — 1,000 экз. — ISBN 978-5-9902391-3-5.
- 1978 год — Spiegelungen der Seele: Projektion und innere Sammlung
  - Projection and recollection in Jungian psychology: Reflections of the Soul (1980 год)
  - Проекция и возвращение проекций в юнгианской психологии / Пер. Д. Шляпина. — М.: Клуб Касталия, 2016. — 288 с.
- 1979 год — Alchemical active imagination
  - Алхимическое активное воображение. — М.: Клуб Касталия, 2016. — 236 с.
- 1980 год — Alchemy: An introduction to the symbolism and the psychology
  - Алхимия. Введение в символизм и психологию / Пер. Ю. М. Донца. — М.: Б.С.К., 1997. — С. 294. — (Библиотека аналитической психологии). — 2000 экз. — ISBN 5-88925-022-1.
  - Алхимия. Введение в символизм и психологию / Пер. В. Зеленского. — М.: Городец, 2017. — 296 с. — 1000 экз. — ISBN 978-5-906815-60-6.
- 1980 год — Light from the Darkness: The paintings of Peter Birkhäuser
- 1980 год — On divination and synchronicity: The psychology of meaningful chance (лекции 1969 года)
  - Прорицание и синхрония. Психология значимого случая / Пер. З. Кривулиной. — М.: Б.С.К., 1998. — 114 с. — (Библиотека аналитической психологии). — 1000 экз. — ISBN 5-88925-029-9.
  - Прорицание и синхрония / Пер. З. Кривулиной. — Азбука-классика, 2009. — 224 с. — 5000 экз. — ISBN 978-5-9985-0114-2.
  - Прорицание и синхронизация. Психология значимого случая / Пер. В. Зеленского. — М.: Добросвет, Городец, 2016. — 120 с. — 1000 экз. — ISBN 978-5-906815-62-0.
- 1980 год — The psychological meaning of redemption motifs in fairy tales
  - Психологический смысл мотива искупления в волшебной сказке // Психология сказки. Толкование волшебных сказок / Пер. Р. Березовской и К. Бутырина. — М.: Б.С.К., 2004. — 364 с. — (Библиотека аналитической психологии). — 1000 экз. — ISBN 5-88925-045-0.
  - Избавление от колдовства в волшебных сказках / Пер. В. Мершавки. — М.: Класс, 2007. — 128 с. — (Библиотека психологии и психотерапии). — 3000 экз. — ISBN 978-5-86375-148-1.
  - Мотив искупления в волшебных сказках / Пер. В. Зеленского. — М.: Добросвет, Городец, 2016. — 144 с. — 1000 экз. — ISBN 978-5-906815-58-3.
- 1980 год — Die visionen des Niklaus von Flüe
  - Сны и видения Святого Никлауса из Флюэ. — М.: Клуб Касталия, 2018. — 224 с.
- 1991 год — Animus and anima in fairy tales
- 1994 год — (совм. с Ф. Боа[вд]) The way of the dream: Conversations on Jungian dream interpretation with Marie-Louise Von Franz
  - Путь сновидения / Пер. И. Ерзина и Т. Ивановой. — М.: Клуб Касталия, 2016. — 304 с. — ISBN 978-5-519-60642-4.
- 1997 год — On dreams and death
  - О снах и смерти / Пер. И. Ерзина и Т. Ивановой. — М.: Клуб Касталия, 2015. — 234 с.
- 1997 год — Archetypal patterns in fairy tales (лекции 1974 года)
  - Архетипические паттерны в волшебных сказках / Пер. В. Мершавки. — М.: Класс, 2007. — 256 с. — (Библиотека психологии и психотерапии). — 3000 экз. — ISBN 978-5-86375-146-7.
- 1999 год — The cat: A tale of feminine redemption
  - Кошка: Сказка об освобождении фемининности / Пер. В. Мершавки. — М.: Класс, 2007. — 144 с. — (Библиотека психологии и психотерапии). — 3000 экз. — ISBN 978-5-86375-144-3.

### Сборники статей
- 1985 год — Träume (том I собрания избранных работ)
  - Dreams: A study of the dreams of Jung, Descartes, Socrates, and other historical figures (1991 год)
- 1988 год — Psyche und Materie (том II собрания избранных работ)
  - Psyche and Matter (1992 год)
  - Психэ и материя. — М.: Клуб Касталия, 2013. — 324 с.
- 1990 год — Psychotherapie (том III собрания избранных работ)
  - Psychotherapy (1993 год)
  - Психотерапия. — М.: Клуб Касталия, 2016. — 250 с.
- 1994 год — Archetypische dimensionen der Seele (том IV собрания избранных работ)
  - Archetypal dimensions of the Psyche (1997 год)
  - Архетипическое измерение психики. — М.: Клуб Касталия, 2017. — 198 с.